# آيت عيسى (مولاي عيسى بن إدريس)
آيت عيسى هي إحدى مشيخات المملكة المغربية، تتبع جغرافيا لإقليم أزيلال وإداريًا لمولاي عيسى بن إدريس. يقدر عدد سكانها بـ 3785 نسمة حسب الإحصاء الرسمي للسكان والسكنى لسنة 2004.